# ドイツ鉄道088形
ドイツ鉄道088形（ドイツてつどう088がた）、及び188形、288形、488形、688形は、もはや現役ではないがまだ存続する歴史的な車両のためのドイツ鉄道の包括的形式称号である。
しかしこの形式称号は通常仮想的で、管理目的に使われ、通常該当車両には運転席にのみ記されている。
さらに外部にはオリジナルの番号の他、新しい車両番号が書かれる。
- 088形 - 歴史的蒸気機関車
- 188形 - 歴史的電気機関車
- 288形 - 歴史的ディーゼル機関車
- 488形 - 歴史的電車
- 688形 - 歴史的気動車

| スタブアイコン | サブスタブ | この項目は、まだ閲覧者の調べものの参照としては役立たない、鉄道に関連した書きかけの項目です。この項目を加筆・訂正などしてくださる協力者を求めています（P:鉄道/PJ:鉄道）。 |